# 캘리포니아 골드 러시

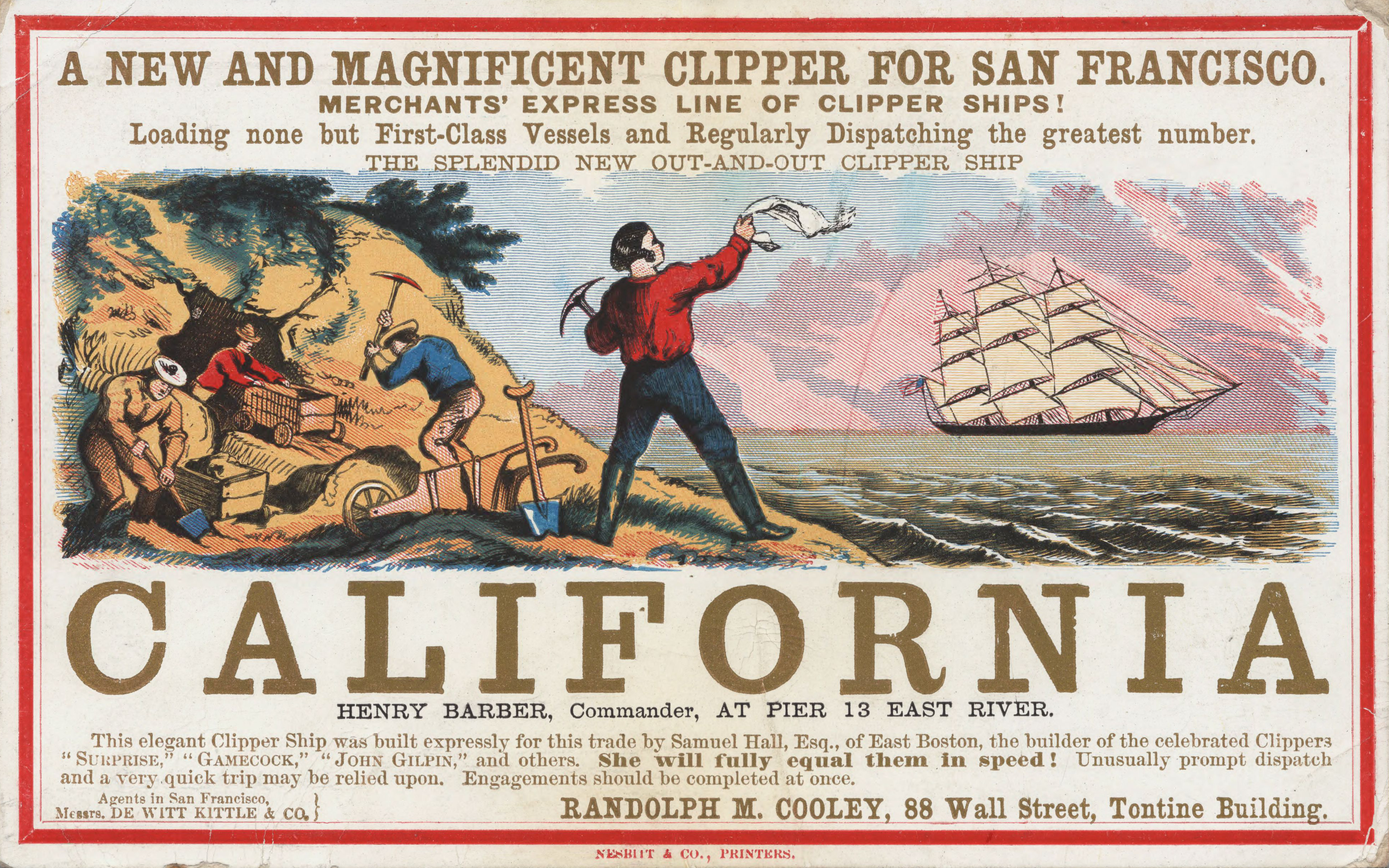
골드 러시 초기에 캘리포니아로 향하는 배

캘리포니아 골드 러시(영어: California Gold Rush, 1848년 ~ 1855년)는 캘리포니아주 엘도라도군 콜로마의 슈터 밀에서 제임스 W. 마셜이 1848년 1월 24일 금을 발견함으로 촉발된 사건이다. 황금을 발견했다는 소식은 이내 확산되어 미국의 각지, 그리고 해외에서 남녀노소를 비롯한 약 30만 명의 인구가 캘리포니아에 유입되었다.
초기 채굴자들 중 1849년에 캘리포니아로 향한 사람이 많았기 때문에 연도를 따서 포티나이너스라고 불렸다. 그들은 배, 또는 마차로 대륙을 횡단했지만 여행 도중에 많은 어려움에 직면했다. 새롭게 도착한 사람들 대부분이 미국인이었지만 이 골드 러시는 라틴아메리카, 유럽, 오스트레일리아 및 아시아 등지의 사람들도 유입되었다. 초기에 채굴자들은 선광 냄비와 같이 단순한 기술로 강바닥의 사금을 찾았다. 후에는 금 탐광을 위한 보다 세련된 기술이 개발되어 적용되었다. 그 최고조에 이르렀을 때, 기술적 진보의 혜택을 누리기 위해서는 막대한 자금이 필요하였으므로 개인 채굴자보다 회사의 광산개발 비율이 늘어나 갔다. 오늘날 미 달러로 수십억 달러에 달하는 금이 발견되어 극소수에게는 막대한 부를 가져왔지만, 많은 사람들이 왔을 때와 다를 바 없는 상태로 고향으로 돌아갔다.
그러나 골드 러시의 영향은 상당한 결과를 낳았다. 작은 개척지였던 샌프란시스코는 신흥 도시로 성장하였고, 캘리포니아에는 도로, 교회, 학교 및 다른 마을이 건설되었다. 법률 체계와 정부가 창설되어 1850년 협정의 일부로서 이 해에 캘리포니아는 미국의 31번째 주로서 맞아들일 수 있게 되었다.
새로운 교통 체계가 퇴화하고, 항공모함이 정기 운항되고, 철도가 깔리자 광업에 이어 캘리포니아의 성장 동력이 된 농업이 주 내에서 광범위하게 시작될 수 있었다. 그러나 골드 러시는 긍정적인 효과도 있었다. 인디언들은 공격을 받아 조상 대대로 살아왔던 땅으로부터 내쫓겼고, 또한 금 채굴로 환경이 깨끗해졌다.

## 역사

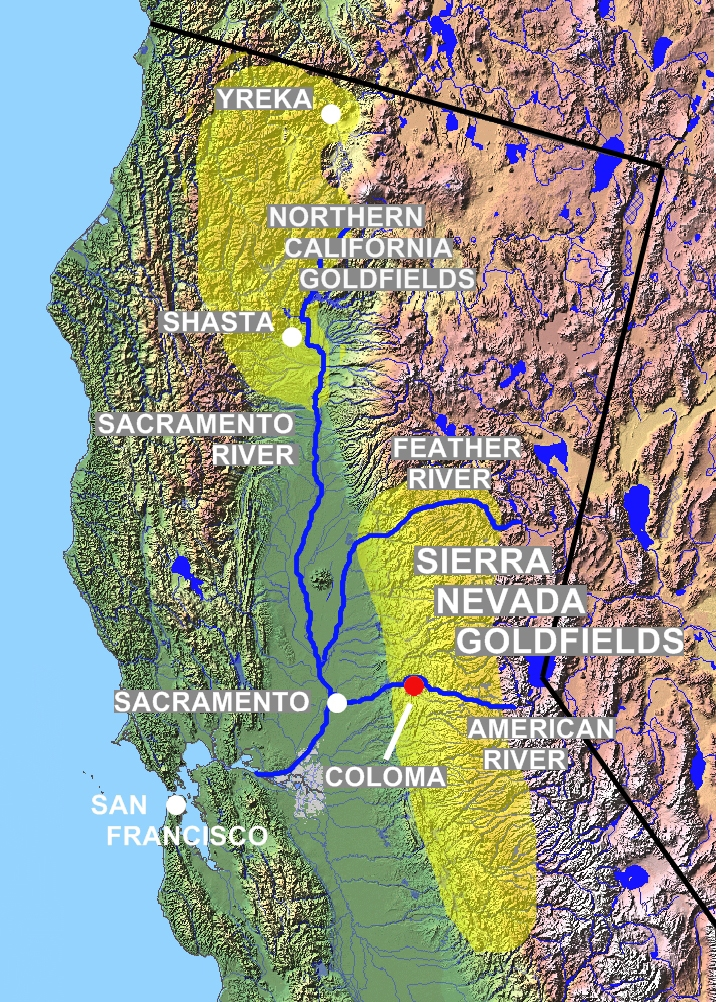
시에라 네바다와 캘리포니아 북부에 있었던 캘리포니아 금맥(노란색)

골드 러시는 캘리포니아 콜로마에 가까운 서터스 밀에서 시작되었다. 1848년 1월 24일, 새크라멘토의 개척자 존 서터가 고용한 현장 감독이었던 제임스 마셜은 아메리칸 강가에 건설하고 있었던 제재소의 방수로에서 빛나는 사금을 발견했다. 마셜은 자신이 발견한 것을 조용히 셔터에게 가져 갔고 두 명은 은밀하게 발견물을 조사했다. 이 조사로 마셜이 가져온 조각이 금인 것을 알게 되었다. 셔터는 금의 대대적인 탐사가 시작되면 대규모 농경을 하려했던 자신의 계획에 차질을 빚을까 두려워했기 때문에 당황했고, 이 사실을 비밀에 부쳤다. 그러나 의도와는 달리 소문은 퍼지기 시작했고, 1848년 3월 샌프란시스코의 신문사 사주로 있었던 상인 새뮤얼 브래넌에 의해서 확인되었다. 그는 금탐사용 물자를 파는 상점을 서둘러 차린 이후에 금을 넣은 작은 병을 들고서, 샌프란시스코 대로를 활보하면서, “금이다! 금이다! 아메리카 강에서 금이 발견되었다!”라고 외치고 다녔다. 이것은 이후의 그의 가장 유명한 인용구가 되었다. 금이 발견되던 당시 캘리포니아는 멕시코 영토인 알타 캘리포니아의 일부였고, 금 발견 직후 1848년 2월 2일 미국-멕시코 전쟁을 끝내면서 맺은 과달루페-이달고 조약에 의해 이 지역과 알타 캘리포니아의 나머지 부분이 미합중국에 할양 되었다.
1848년 8월 19일, 《뉴욕 해럴드》 지는 캘리포니아에 골드 러시가 시작된 것을 미국 동부에 보도한 첫 신문이 되었다. 12월 5일에는 제임스 포크 대통령 의회 연설로 금의 발견을 긍정하였다. 이내 포티나이너스라고 불리는 전 세계로부터 이민 물결이 캘리포니아 황금의 땅 즉 마더 로드(Mother Lode)로 쇄도했다. 셔터가 두려워했던 것처럼 농경 사업은 파산했고 그가 고용하고 있던 노동자들은 금을 찾기 위해 떠났고, 불법 침입자가 셔터의 토지에 침입해 곡물이나 소를 훔쳤다.
샌프란시스코는 골드 러시가 시작되기 전까지 작은 개척지였다. 주민들은 금을 발견했다는 소식을 듣자마자, 선주나 사업가까지 골드 러시에 가세해 당초는 고스트 타운이 되어 있던 이 마을이 그 후에 상인이나 새로운 사람들이 밀려들면서 급작스럽게 인구가 늘었다. 샌프란시스코 인구는 1848년 약 1,000명에서 1850년에는 25,000명까지 늘어났다. 많은 신흥 도시가 그랬던 것처럼, 갑작스런 인구 유입으로 인해 샌프란시스코나 금광 가까운 마을에 기반시설이 체증되기 시작되었다. 사람들은 텐트, 목재의 가건물 오두막, 혹은 버려진 선박에서 뜯어낸 선실에서 살기도 하였다. 금이 발견된 곳은 어디에서라도 광부 수 백 명이 공동 캠프를 만들고 그 권리를 주장했다. 캠프 각각에는 러프 앤드 레디(Rough & Ready), 행 타운(Hang Town) 등의 이름을 짓고, 캠프에는 술집이나 도박장이 생겨났다.
최초의 세계적 골드 러시라고 불렸지만 캘리포니아로 가는 여정이 쉬웠던 것은 아니었다. 포티나이너스는 힘겨운 여정으로 중도에 죽는 사람도 많았다. 처음으로 아르고선의 승무원이라고도 불린 사람들 대부분은 해로를 여행해 왔다. 미국 동부 해안으로부터 남미 최남단을 돌아 5 ~ 6개월 동안 총 거리는 18,000 해리 (33,000 km)를 여행한 사람들도 있었다. 또 다른 해로로는 파나마 지협의 대서양 측에 도달해, 정글을 카누나 로바를 사용해 1주간 걸려 빠져 나가서 태평양 측으로 와서 샌프란시스코에 가는 배를 탄 사람도 있었다.
도착한 사람들의 수요를 충족하기 위해 선박이 전 세계로부터 상품들을 날랐다. 중국에서는 도자기와 비단, 스코틀랜드의 물품이 샌프란시스코에 몰렸다. 샌프란시스코에 도착하면 선장은 배의 승무원들이 탈출하여 금광으로 향하는 일로 골치를 앓기도 했다. 샌프란시스코의 부두와 도크는 수백 척의 배가 버려진 채로 남아 마스트의 숲처럼 되었다. 샌프란시스코의 기업가는 버려진 선박을 창고, 술집, 호텔, 심지어는 감옥으로까지 사용하였다. 이러한 배들의 상당 수는 일어나는 주거 수요에 따라 마을 건축물을 짓기 위한 토지 매립재로 쓰이기 위해 파괴된다.
금은 캘리포니아 남부에서도 발견되었으나, 규모가 매우 작았다. 최초로 금이 발견된 현재의 로스앤젤레스 북쪽의 산악부는 마셜의 금 발견 6년 전인 1842년에 발견된 것이었다. 그러나 캘리포니아 남부에서 발견된 당시의 금광은 발견 이후에 아무도 주목하지 않았고, 경제적으로 매우 작은 효과만 남기게 되었다.
1850년까지 쉽게 접근할 수 있었던 금광은 거의 고갈되어 한층 더 접근하기 힘든 장소에서 금을 파내는 데에 관심이 향하게 된다. 미국인은 금을 파내는 것이 점차 힘들어지자, 남아있었던 가장 가까운 금광에서 외국인을 배제하기 시작했다. 새로운 캘리포니아 주의회는 외국인 광부의 세금을 월 20달러로 정하는 법률을 통과시켰고, 미국인 금광 탐색자들은 특히 라틴 아메리카계나 중국인 광부에게 공격을 하기 시작했다. 또한 이들은 인디언들도 공격하였는데, 많은 백인 신참 광부들이 인디언 전통 사냥터나 낚시터 및 음식 채집 지역으로부터 인디언을 몰아내고 있는 상황이었다. 이러한 이유로 인디언은 그 집이나 생활을 지키기 위해 광부를 공격하러 나오기도 하였다. 이 사건으로 인디언 마을과 충돌이 발생했는데, 총과 같은 무기를 갖지 않은 인디언들이 많이 학살되었다. 야나족은 그러한 백인의 학살의 피해를 입어 사라진 부족 중 하나다.
학살을 피한 인디언들이 있었으나 그들의 음식 채집 지역에 접근할 수 없는 상태가 되었고 굶어 죽는 인디언들이 나오게 되었다. 소설가이자 시인인 호아킨 밀러는 그의 자서전 작품 《모족크족의 생활》에서 이러한 공격을 생생하게 묘사하였다.

## 49년의 사람들

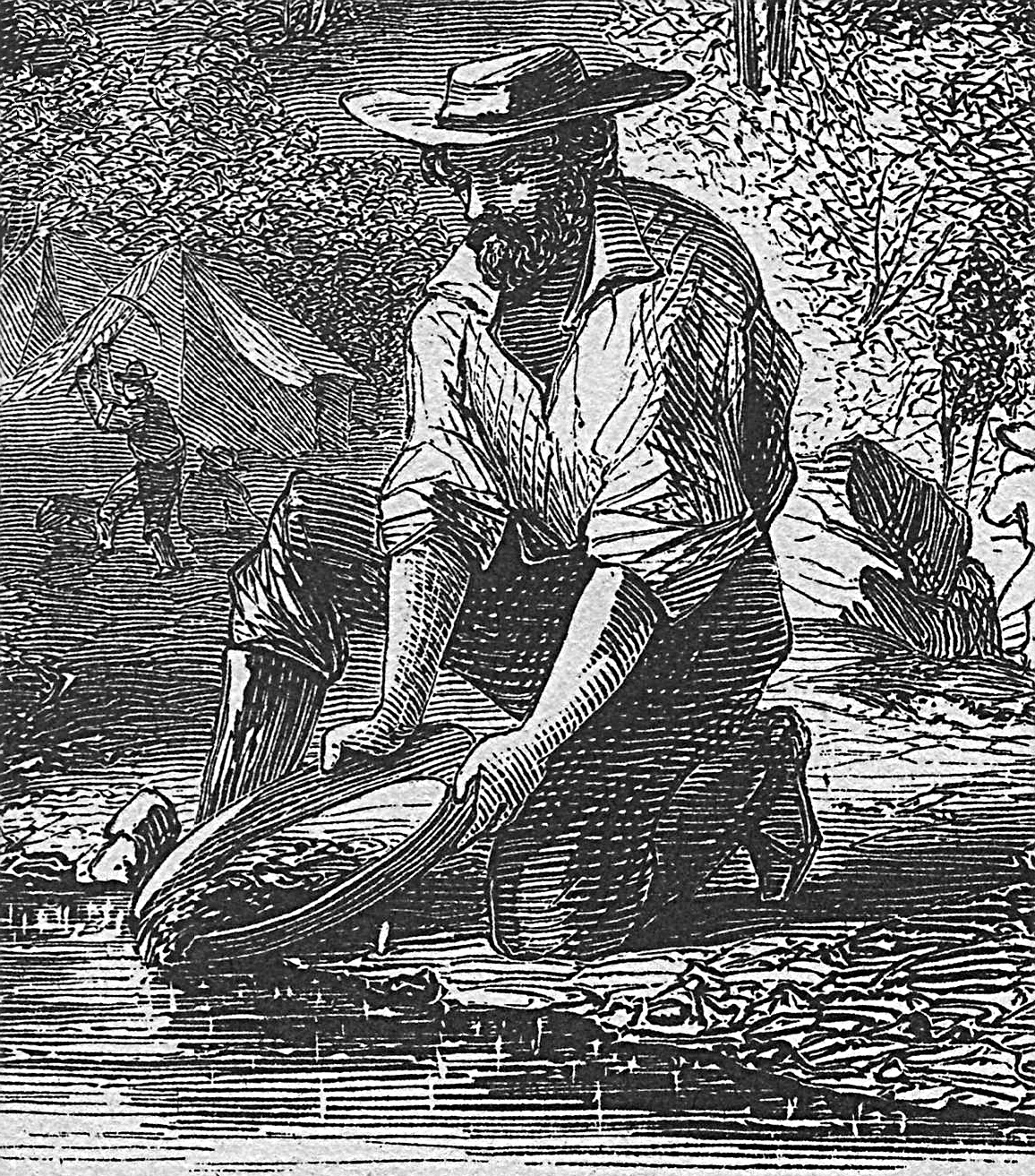
마켈럼니 강에서 금을 거르는 사람들

1848년 봄에 시작한 금광으로의 쇄도에 최초로 참여한 이들은 캘리포니아 자체 거주자들이었다. 이들은 캘리포니아 북부에 사는 주로 농업을 하고 있었던 미국인이나 유럽인이었다. 이들 중에는 인디언이나 카리포르니오(스페인어를 하는 캘리포니아인)도 있었다. 이러한 초기 광부들은 가족 전원이 금광 탐색에 나서는 경향이 있었다. 사업을 생각한 일부 사람들은 유입해 오는 사람들을 위한 숙소를 건설했는데 이러한 상황은 남편이 금을 찾고 있는 사이에 아내가 숙소에서 제대로 된 수입을 얻고 있는 소득 양상이 많았다.
애초 골드 러시에 대한 소문은 천천히 퍼졌다. 1848년에 캘리포니아에 도착한 가장 초기의 금 탐색자들은 캘리포니아 근처에 살고 있던 사람이거나 캘리포니아에서 배를 이용해 가장 빨리 도착할 수 있는 항로 부근 지역에서 골드 러시에 대한 소식을 들은 사람들이었다. 미국인 최초의 대집단은 시스큐 트레일(Siskiyou Trail)을 타고 내려온 수천 명의 오리건 사람들이었다. 다음으로 온 사람들이 배로 샌드위치 제도 (하와이 제도)에서 온 이들이며, 멕시코와 페루에서 수천 명의 라틴 아메리카 사람, 더 멀리 호주와 칠레에서 온 사람들이 선박과 육상으로 계속 모이게 되었다. 1848년 연말까지 6,000여 명의 아르고 선 승무원들이 캘리포니아에 도착하였다. 극소수의 사람(약 500명 미만)들이 미국 산악로를 통해 도착하였다. ‘48년의 사람들’로 불리는 초기 금 탐색자들은 손쉽게 금을 모으기도 하였는데 하루에 수천 달러를 벌기도 하였다. 통상적인 금 탐색자의 경우도 하루에 찾을 수 있는 금의 평균 가치는 동해안 노동자들 하루 일당의 10배에서 15배에 달했다. 금광에서 6개월간 일한 사람은 6년분의 소득을 얻고 고향에 돌아가는 성과를 거두었다. 독신 남녀, 가족 및 기혼 남성을 포함해 모든 종류의 민족과 사람들을 끌어당겼다. 어떤 사람들은 재빠르게 부자가 되어 고향으로 돌아가는 것을 기대하였고, 어떤 이들은 캘리포니아에서 사업을 시작하길 바랐다.
1849년 초까지 골드 러시 소문은 전 세계에 퍼졌고 수많은 금 탐색자와 상인들이 사실상 모든 대륙으로부터 모이기 시작했다. 수많은 포티나이너는 미국인이며 대륙을 횡단하거나 다양한 항로에서 수만 명이 모였다. 많은 사람들은 파나마 지협을 지나 태평양 우편 증기선 회사의 증기선으로 캘리포니아에 도착하였다. 호주와 뉴질랜드 사람들은 하와이 신문을 싣는 배로부터 이 소식을 접하였고, ‘금 열풍’에 들뜬 수천 명이 캘리포니아를 향하는 배를 탔다. 라틴 아메리카로부터 온 포티나이너는 특히 멕시코 소노라주에 가까운 광산 지대로부터 온 사람들이었다. 아시아로부터 온 금 탐색자와 상인들은 주로 중국에서 온 이들이었다. 유럽에서 온 첫 이민은 1848년 혁명의 영향에서 벗어나 이동하고, 또한 매우 긴 거리로 인해 1849년에 늦게 도착하기 시작하였다. 대부분은 프랑스 사람들이었고 독일인과 이탈리아인, 영국인이 있었다. 이러한 유럽인 집단 대부분은 해상 활동에 익숙한 해안 지역 사람들이었다.
1849년에 캘리포니아에 도착한 이들은 대략 9만 명 정도로 추산된다. 그 절반은 육로를 통해서, 나머지는 해로를 통해서 온 것이었다. 이 가운데 5만 명에서 6만 명 정도는 미국인이었고 나머지가 다른 나라에서 온 이들로 구성되었다. 1855년까지 적어도 30만 명의 금 탐색자들과 상인, 그리고 기타 이민자들이 전 세계로부터 캘리포니아에 도착했다. 이들 구성의 다수는 미국인이 차지하였지만 만 명 규모의 멕시코인, 중국인, 영국인, 호주인이 있었으며 프랑스인이나 라틴 아메리카인, 또 필리핀인이나 바스크인, 터키와 같은 많은 소수집단 광부도 있었다. 이탈리아 제노바 항구에 가까운 작은 마을에 위치한 사람들은 시에라 산기슭에 먼저 영구 정착을 한 사람들이며, 야채와 주식을 키우는 문화를 이식하여 빵을 위한 밀가루와 전통적인 기술을 사용해 고독한 추운 겨울을 견뎌 냈다. 아프리카인을 조상으로 하는 광부 소수(약 4,000명 미만)가 미국 남부, 카리브해 및 브라질에서 온 사람들이다.
이민자 수가 현저하게 늘어난 것은 중국에서 사람들이 유입된 이후였다. 1849년과 1850년 사이 중국인 수백 명이 캘리포니아에 도착하였고, 1852년에는 2만 명 이상이 샌프란시스코에 도착했다. 그들의 옷과 외관은 금광에서도 눈에 많이 띄었는데 이는 중국인에 대한 적대감을 조성하기도 하였다.
골드 러시에는 수많은 여성들도 섞여 있었다. 그녀들은 매춘부였거나 독신 기업가이기도 했고, 기혼이기도 했으며, 영세민들도 있었고, 부자도 있었다. 영국계 미국인, 히스패닉, 원주민, 유럽인, 중국인 등 출신 민족도 매우 다양했다. 캘리포니아에 온 목적들도 다양했다. 어떤 사람은 남편이 불러서 온 이들도 있었고, 또 어떤 사람은 모험과 경제적 기회를 위해 온 사람들도 있었다. 캘리포니아 트레일에서는 많은 사람들이 사고, 콜레라, 황열병 등 수많은 원인으로 죽고, 많은 여자들은 캘리포니아를 보기 전에 미망인이 되기도 했다. 캘리포니아에 들어가면 광산 사고, 질병, 광산에서의 싸움으로 미망인이 되는 경우도 많았다. 그러나, 편한 장소는 존재하지 않아도 서부에서의 생활은 여성의 전형적인 노동 유형을 깰 기회를 제공하기도 하였다.

## 법적 권리
골드 러시가 시작되었을 당시 캘리포니아는 무법 지대였다. 금이 발견되었던 당시 캘리포니아는 멕시코의 일부였으나, 멕시코-미국 전쟁의 결과로 미군이 점령하고 있는 상황이었다. 1848년 2월 2일에 과달루페-이달고 조약을 체결하여 전쟁을 끝내고 캘리포니아는 미국령이 되었다. 그러나 이는 정식 영토라기보다 1850년 9월 9일에 정식 주가 되었다. 캘리포니아는 군대의 통제 하에 일반적인 지역과 다른 상황에 있었다. 먼저 지역 전체의 시민 의회나 행정부, 사법부가 없었다. 현지인은 멕시코의 규칙, 미국의 원칙 및 지시로 혼란스러운 상황 및 제도 아래에 있었다. 인디언들은 철저하게 무시되었는데 인디언이 미국 대법원에서 사람 취급을 받은 것은 1879년이었다.
멕시코-미국 전쟁을 끝낸 조약으로 토지에 대한 권리를 미국에 귀속한 가운데, 금광의 대부분은 이러한 권리 귀속의 밖에 해당하였다. 대신 금광은 주로 공유지 상태로, 미국 정부 소유의 토지였다. 그러나 법적인 규제는 없었고, 실제로 법을 집행하는 기구 또한 존재하지 않았다.
포티나이너에게 주어진 이점은 당초의 금을 단순히 ‘마음껏 캘 수 있다’는 것이었다. 금광에는 사적 재산이란 개념이 없었고, 면허료도 없었으며, 정부가 세워지기 전까지는 세금조차도 없었다. 포티나이너는 1850년부터 1852년까지 캘리포니아 현지에 존재하던 멕시코 광산법을 적용했고 집행력을 행사하였다. 이들 조항을 살펴보면 광산에 일찍 도착한 사람과 늦게 도착한 사람들 사이의 권리를 균형적으로 하려는 규칙이 시도되었다. ‘토지의 소유권’은 금광 탐색자에게 ‘주장’될 수 있었으나 그 권리는 실제로 활동하고 있던 상황에서만 유효했다. 광부들은 금광의 가치가 낮다고 생각할 때 다른 금광을 찾아 그 금광을 포기했다. 버려진 금광은 다른 광부가 그 금광을 ‘차지’했다. ‘차지’는 한 광부가 다른 사람에게 소유권이 주장된 금광에서 일하는 것을 의미했다. 금광에 관한 분쟁은 개인적이고 난폭하게 되는 일이 많았는데 때로는 금광 탐색자들 한 무리가 조정인이 되어 문제를 처리하기도 하였다. 이러한 것들은 종종 민족간 긴장감을 높이기도 하였다.
이러한 광산 소유권의 규칙은 미국 서부의 새로운 광산들에게도 확대되었다. 미국 의회는 1872년 광산법을 제정하여 최종적으로 이 관행을 법제화하였다.

## 금 채광 기술의 발전
캘리포니아 자갈층에 있던 금은 금 함유량이 상당히 높았으므로 초기 49년의 사람들은 단순히 캘리포니아의 강이나 개울에서 사금 채취방식으로 금을 채취했으나 이러한 채굴방식은 대규모로 금을 채취할 수 없었기 때문에 근면한 광부들이나 광부 집단들은 대량의 자갈층을 처리하기 위해서 이러한 방법보다 더 나은 방법을 택했다. 조금 더 정교한 사금 채취법의 경우 탐색자 집단이 강의 수로를 다른 곳으로 유도하여 노출된 강바닥에서 금을 찾았다. 미국 지질 조사국이 조사한 현대의 추산으로 금 1,200만 온스(약 370톤)가 골드 러시 첫 5년간 채취되었다. 이는 2006년 11월 기준 가치로 약 70억 달러에 상당하는 것이다.
1853년에는 금광원의 언덕 측면이나 벼랑에 있는 금을 포함한 고대의 자갈층에서 수압 굴착법을 이용하는 방법이 사용되었다. 캘리포니아에서 처음으로 개발된 현대 수압 굴착법에서는 고압의 호스가 강력한 수류와 워터제트로 금이 있는 자갈층에 직접 내뿜는 방법이다.

## 참고 목록
- Bancroft, Hubert Howe (1884–1890) History of California, vols. 18–24.
- Brands, H. W. (2003). 《The age of gold: the California Gold Rush and the new American dream》. New York: Anchor Books. ISBN 978-0-385-72088-5.
- Clappe, Louise Amelia Knapp Smith (ed. 2001). 《The Shirley Letters from the California Mines, 1851-1852》. Heyday Books, Berkeley, California. 109쪽. ISBN 1-890771-00-7. 2010년 7월 31일에 확인함.
- Clay, Karen; Gavin Wright (2005년 4월). “Order Without Law? Property Rights During the California Gold Rush”. 《Explorations in Economic History》 42 (2): 155–183. doi:10.1016/j.eeh.2004.05.003.
- Dillon, Richard (1975). 《Siskiyou Trail: the Hudson's Bay Company route to California》. New York: McGraw Hill. ISBN 0-07-016980-2.
- Gaither, Chris; Chmielewski, Dawn C. (2006년 10월 10일). “Google Bets Big on Videos” (PDF). 《Los Angeles Times》. 2007년 6월 16일에 원본 문서 (PDF)에서 보존된 문서. 2006년 10월 10일에 확인함.
- Harper's New Monthly Magazine March 1855, volume 10, issue 58, p. 543, complete text online.
- Heizer, Robert F. (1974). 《The destruction of California Indians》. Lincoln and London: University of Nebraska Press. ISBN 0-8032-7262-6.
- Hill, Mary (1999). 《Gold: the California story》. Berkeley and Los Angeles: University of California Press. ISBN 0-520-21547-8.
- Holliday, J. S. (1999). 《Rush for riches: Gold fever and the making of California》. Oakland, California, Berkeley and Los Angeles: Oakland Museum of California and University of California Press. ISBN 0-520-21401-3.
- Johnson, Susan Lee (2001). 《Roaring Camp: the social world of the California Gold Rush》. New York: W. W. Norton & Company. ISBN 0-393-32099-5.
- Levy, JoAnn (1992) [1990]. 《They saw the elephant: women in the California Gold Rush》. Norman: University of Oklahoma Press. ISBN 0-8061-2473-3.
- Miller, Joaquin (1873). 《Life amongst the Modocs: unwritten history》. Berkeley: Heyday Books; reprint edition (January 1996). ISBN 0-930588-79-7.
- Moynihan, Ruth B.; Armitage, Susan, and Dichamp, Christiane Fischer (eds.) (1990). 《So much to be done: Women settlers on the mining and ranching frontier, 2d ed. (Women in the West)》. Lincoln: University of Nebraska Press. ISBN 0-8032-8248-6.
- Rawls, James, J.; Bean, Walton (2003). 《California: An interpretive history》. New York: McGraw-Hill. ISBN 0-07-255255-7.
- Rawls, James, J. and Richard J. Orsi (eds.) (1999). 《A golden state: mining and economic development in Gold Rush California》. California History Sesquicentennial, 2. Berkeley and Los Angeles: University of California Press. ISBN 0-520-21771-3.
- Starr, Kevin (1973). 《Americans and the California dream: 1850–1915》. New York and Oxford: Oxford University Press. ISBN 0-19-504233-6.
- Starr, Kevin (2005). 《California: a history》. New York: Modern Library. ISBN 0-679-64240-4.
- Starr, Kevin and Richard J. Orsi (eds.) (2000). 《Rooted in barbarous soil: people, culture, and community in Gold Rush California》. Berkeley and Los Angeles: University of California Press. ISBN 0-520-22496-5.
- Wells, Harry L. (1971) [1881]. 《History of Siskiyou County, California》. Siskiyou Historical Society. OCLC 6150902. ASIN B0006YP8IE,.

## 같이 보기
- 골드 러시
- 포티나이너스